# De zeven hoofdzonden in een wereldbol
De zeven hoofdzonden in een wereldbol is een schilderij van een navolger van de Zuid-Nederlandse schilder Jheronimus Bosch in het bezit van de Fine Arts Foundation in Genève.

## Voorstelling
Op het schilderij is een grote bol te zien met daarin een weids landschap. In dit landschap zijn de zeven hoofdzonden voorgesteld aan de hand van zeven kleine taferelen: 
- ijdelheid (Superbia) als een verrimpelde dame die zichzelf bewondert in een spiegel,
- hebzucht (Avaritia) als een lommerdhouder die een gordel van een oude vrouw in ontvangst neemt,
- wellust (Luxuria) als een liefkozend paar voor een tent,
- afgunst (Invidia) als twee dobbelende mannen aan een tafel, waarvan er één vals speelt,
- onmatigheid (Gula) als een volgevreten man die door een monnik overeind wordt geholpen,
- woede (Ira) als een boze man die zijn zwaard heeft getrokken en
- luiheid (Acedia) als een slapende man.

De lommerdhouder in de Avaritia-voorstelling is verder te herkennen aan het zwaard achter hem. Tijdens de late middeleeuwen was het niet ongebruikelijk om in vredestijd wapens te verpanden. Ter herinnering aan Christus' offerdood om de mensen van hun zonden te verlossen, is boven op de bol een crucifix afgebeeld. Onderaan is als waarschuwing voor de gevolgen van een zondig leven een duivel afgebeeld die een verdoemde ziel meeneemt naar de hel.

## Toeschrijving en datering
Het werk werd door de Duitse kunsthistoricus Max Friedländer aan Bosch toegeschreven. Gerd Unverfehrt, schrijver van het boek Hieronymus Bosch. Die rezeption seiner Kunst im frühen 16. Jahrhundert (Berlijn, 1980), schreef het toe aan een navolger van Bosch en dateerde het omstreeks 1520-1530. Volgens de Vlaamse Bosch-auteur Paul Vandenbroeck is het werk mogelijk een kopie naar een verloren gegaan origineel van Bosch. Het werk is in meerdere opzichten vergelijkbaar met de Zeven Hoofdzonden in het Museo del Prado in Madrid, dat in de literatuur over het algemeen aan Bosch wordt toegeschreven.

## Herkomst
Het werk is afkomstig uit een privéverzameling in Zwitserland. in 1935 werd het gesignaleerd bij kunsthandel Thomas Harris in Londen. Op 27 november 1963 werd het geveild bij veilinghuis Sotheby's in Londen. In 1965 kwam het mogelijk via kunsthandel Spencer Samuels Company in New York in het bezit van het Bob Jones Art Museum and Gallery in Greenville (South Carolina). In 1968 werd het gesignaleerd in de verzameling van A. Lynn in Forest Hills (New York) en in 1976 bij kunsthandel Ellen J. Meyers in New York. Op 21 januari 1982 werd het geveild bij Sotheby's in New York. In 2001 werd het gesignaleerd in de Fine Arts Foundation in Genève.

## Tentoonstellingen
De zeven hoofdzonden in een wereldbol maakte deel uit van de volgende tentoonstellingen:
- Jheronimus Bosch, 1 september-11 november 2001, Museum Boijmans Van Beuningen, Rotterdam, cat.nr. 10.1.
- La dinastia Brueghel, 24 maart-29 juli 2012, Villa Olmo, Como.